# غار تاقی
اشکفت تاقی مربوط به دوران پیش از تاریخ ایران باستان - است و در سعادت شهر، داخل شهر واقع شده و این اثر در تاریخ ۲۲ مرداد ۱۳۸۴ با شمارهٔ ثبت ۱۳۲۹۶ به‌عنوان یکی از آثار ملی ایران به ثبت رسیده است.